# Jan Anderson
Pour les articles homonymes, voir Anderson.
Joan Mary « Jan » Anderson, née le 12 mai 1932 et morte le 28 août 2015, est une scientifique néo-zélandaise qui travaille à Canberra, en Australie, et qui se distingue par ses recherches sur la photosynthèse.

## Biographie
Joan Mary Anderson est née en 1932 à Queenstown, en Nouvelle-Zélande. Son père, le Dr William A. Anderson (en), est un médecin de campagne. Sa mère est morte, après une longue maladie, quand Anderson avait huit ans. À la grande déception de son père, qui voulait qu'elle devienne médecin, elle étudie la chimie organique à l'université d'Otago. À l'époque, des diplômes sont délivrés par l'Université de Nouvelle-Zélande, et elle obtient un Bachelor of Science et un Master of Science avec les honneurs.
Elle obtient une bourse, la King George V Memorial Fellowship de Nouvelle Zélande, qui lui permet d'entreprendre des études de troisième cycle aux États-Unis pendant un an. Lorsqu'elle arrive à l'Université de Californie à Berkeley, elle constate que son diplôme de troisième cycle néo-zélandais n'est pas reconnu, et elle se voit refuser l'accès à la bibliothèque, aux installations de recherche et à l'assurance maladie. Pour surmonter ce problème, elle s'inscrit à un doctorat et étudie à la UC Berkeley College of Chemistry (en) (1956–1959) sous la direction de Melvin Calvin ; Calvin recevra le prix Nobel de chimie en 1961,.
Elle enseigne ensuite à la Wellington Girls' High School, mais quitte ce poste pour accepter une offre d'emploi au Commonwealth Scientific and Industrial Research Organisation (CSIRO) qui lui avait été faite quatre ans plus tôt par John Falk de CSIRO Plant Industry.
Elle est la première à démontrer que le mécanisme photosynthétique comprend deux composants fondamentaux : le photosystème I et le photosystème II. Elle est professeure adjointe à l'Université nationale australienne.
Anderson meurt le 28 août 2015. Ses funérailles ont lieu à l'église de Saint Jean le Baptiste de Reid (Canberra).

## Récompenses et honneurs
Elle reçoit de nombreux honneurs et récompenses pour son travail, dont l'élection en tant que membre de l'Académie des sciences australienne en 1987 et en tant que membre de la Royal Society en 1996,. Elle reçoit un doctorat honorifique de l'Université d'Umeå en 1998 et la médaille du centenaire en 2001. En 2017, elle est sélectionnée comme l'une des 150 femmes en 150 mots de la Société royale de Nouvelle-Zélande.